# Coprosma repens
Coprosma repens är en måreväxtart som beskrevs av Achille Richard. Coprosma repens ingår i släktet Coprosma och familjen måreväxter. Inga underarter finns listade i Catalogue of Life.